# GP Oetingen 2025
De vijfde editie van de wielerwedstrijd GP Oetingen vond plaats op 12 maart 2025. De wedstrijd startte in Sint-Pieters-Leeuw en finishte 127,9 kilometer later in Oetingen. De wedstrijd maakte deel uit van de UCI Women's ProSeries, met de categorie 1.Pro. De Belgische Julie De Wilde won, voor de Italiaanse Sofia Bertizzolo en Chiara Consonni.

## Uitslag
| Plaats  | Naam                    | Ploeg                    | Tijd     |
| ------- | ----------------------- | ------------------------ | -------- |
| Winnaar | Julie De Wilde          | Fenix-Deceuninck         | 3u15'39" |
| 2       | Sofia Bertizzolo        | UAE Team ADQ             | z.t.     |
| 3       | Chiara Consonni         | CANYON//SRAM zondacrypto | z.t.     |
| 4       | Marta Lach              | SD Worx-Protime          | z.t.     |
| 5       | Olivia Baril            | Movistar                 | z.t.     |
| 6       | Eugenia Bujak           | Cofidis                  | z.t.     |
| 7       | Quinty Ton              | Liv AlUla Jayco          | z.t.     |
| 8       | Victoire Berteau        | Cofidis                  | z.t.     |
| 9       | Floortje Mackaij        | Movistar                 | z.t.     |
| 10      | Maud Oudeman            | Visma \| Lease a Bike    | z.t.     |
| 11      | Megan Jastrab           | Picnic PostNL            | z.t.     |
| 12      | Margaux Vigié           | Visma \| Lease a Bike    | z.t.     |
| 13      | Amber Pate              | Liv AlUla Jayco          | z.t.     |
| 14      | Anna Henderson          | Lidl-Trek                | z.t.     |
| 15      | Flora Perkins           | Fenix-Deceuninck         | + 3"     |
| 16      | Sigrid Ytterhus Haugset | Coop-Repsol              | + 6"     |
| 17      | Maike van der Duin      | CANYON//SRAM zondacrypto | z.t.     |
| 18      | Marthe Truyen           | Fenix-Deceuninck         | z.t.     |
| 19      | Viktória Chladoňová     | Visma \| Lease a Bike    | + 16"    |
| 20      | Femke Markus            | SD Worx-Protime          | z.t.     |

Sjabloon:Navigatie GP Oetingen

Schwalbe Women's One Day Classic · 
Ronde van Valencia · 
Wielerweek van Valencia · 
GP Oetingen · 
Nokere Koerse · 
Dwars door Vlaanderen · 
Brabantse Pijl · 
Clásica Féminas de Navarra · 
Veenendaal-Veenendaal Classic · 
Ronde van Thüringen · 
GP Fourmies · 
GP Stuttgart · 
Ronde van Emilia · 
GP Ciudad de Eibar · 
Ronde van de Drie Valleien